# 박소동
박소동(朴小東, 1948년 ~ )는 대한민국의 한문학 교육자이자 번역가이다.

## 생애
전라남도 구례군 광의면 지천리(芝川里)에서 태어났으며, 지역 한학자인 서한봉(徐漢奉)에게 사사(師事)를 받았다. 이후 상경하여 1984년부터 민족문화추진회에서 한문 번역 사무에 종사하고 관련 학업 이수를 거쳐 한국고전번역원 한학교수, 성균관대학교 겸임교수 등의 직책을 역임하였다. 한국고전번역원 정년퇴임 이후 명예한학교수로 여러 강의, 강연을 통해 한문학 저변 확대를 위한 활동을 지속하고 있다. 호는 심헌(心軒)이다.

## 학력
- 민족문화추진회 부설 국역연수원 연수부 및 상임연구부 (6기 수료, 졸업)
- 1995년, 성균관대학교 유학대학원 유교경전학과 (철학석사)[3]

## 경력
- 1984년, 민족문화추진회 연수부
- 1985년 10월, 민족문화추진회 국역연수원 전문위원
- 1992년, 민족문화추진회 국역연수원 실장
- 1993년 1월, 민족문화추진회 국역실장
- 1994년 3월, 민족문화추진회 편찬실장
- 2000년, 민족문화추진회 국역연수원 교수 겸 교무처장
- 한국고전번역원[4] 한학교수
- 성균관대학교 한문고전번역 석·박사 통합과정 겸임교수
- 2013년 5월, 고전번역교육원 총동문회 회장
- 한국고전번역원 부설 고전번역교육원 명예한학교수 (현)
- 한국고전번역원 이사 (현)

## 상훈
- 2013년 2월 21일, 국민훈장 동백장[5]

## 주요 저작

### 역서
- 1983년, 《다산시문집》 (공역)
- 1985년, 《중종실록》 (공역)
- 《명종실록》 (공역)
- 《송자대전》 (공역)
- 《홍재전서》 (공역)
- 1997년, 《가례도감의궤(嘉禮都監儀軌)》
- 2008년, 《고종임인진연의궤(高宗壬寅進宴儀軌)》
- 2019년, 《시경집전(詩經集傳)》 상·중·하
- 2024년, 《맹자》

### 편저
- 2007년, 《규장각 교리 성대중이 쓴 궁궐 밖의 역사》
- 2010년, 《시전선독(詩傳選讀)》

### 논문
- 1994년, 〈고전국역사업의 회고와 전망〉
- 1999년, 〈고전국역의 실제〉
- 2001년, 〈퇴계 사서석의(四書釋義)의 경학적 특성에 관한 연구〉 (퇴계학보 제110권)
- 2009년, 〈조선왕조의궤 번역의 현황과 과제〉 (민족문화 제33집)

## 같이 보기
- 한문학